# Musei Altovicentino
Musei Altovicentino è un progetto culturale, creato mediante la convenzione tra 17 comuni, che cura la promozione di vari piccoli musei e collezioni della provincia di Vicenza; conta oltre 40 sedi che vengono coordinate da un "centro di servizi ed informazioni", ubicato a Malo, il comune capofila del progetto.

## Storia
Già nel 2001 si crea una prima convenzione tra 10 comuni dell'Alto vicentino con lo scopo di coordinare, valorizzare e promuovere le attività museali presenti nei vari centri; questa convenzione prende il nome di Rete museale Alto Vicentino. Nel 2006 aderiscono altri 3 Comuni, nel 2008 un altro e nel 2012 se ne aggiunge un altro ancora. A partire dal 2011 si ridefiniscono le finalità del progetto e viene adottato il nuovo nome Musei Altovicentino. Musei Altovicentino interessa così un'area sempre più vasta, che si estende dalla Valle dell'Agno e al Canale di Brenta, includendo la Val Leogra, la fascia pedemontana del vicentino, l'Altopiano di Tonezza del Cimone e parte dell'Altopiano dei Sette Comuni, estendendosi quindi ben oltre i tradizionali confini dell'Alto vicentino. I comuni coinvolti nel progetto sono: Asiago, Lusiana, Malo, Marostica, Montecchio Maggiore, Monte di Malo, Nove, Recoaro Terme, Roana, Rotzo, San Vito di Leguzzano, Santorso, Schio, Tonezza del Cimone, Valdagno, Valli del Pasubio, Valstagna.
Musei Altovicentino comprende musei strutturati e realtà più piccole, tra cui collezioni, siti, giardini botanici e centri di interpretazione. In alcuni casi sono frutto del lavoro di ricerca e raccolta di volontari e di privati della comunità locale, che tuttora si occupano della gestione degli istituti e delle attività proposte.

## Ambiti tematici
I musei e le collezioni del progetto Musei Altovicentino sono raggruppati secondo diverse aree tematiche
- archeologia e storia
- arte
- etnografia
- natura e scienza
- patrimonio industriale
- Prima guerra mondiale

### Musei

#### Archeologia e storia

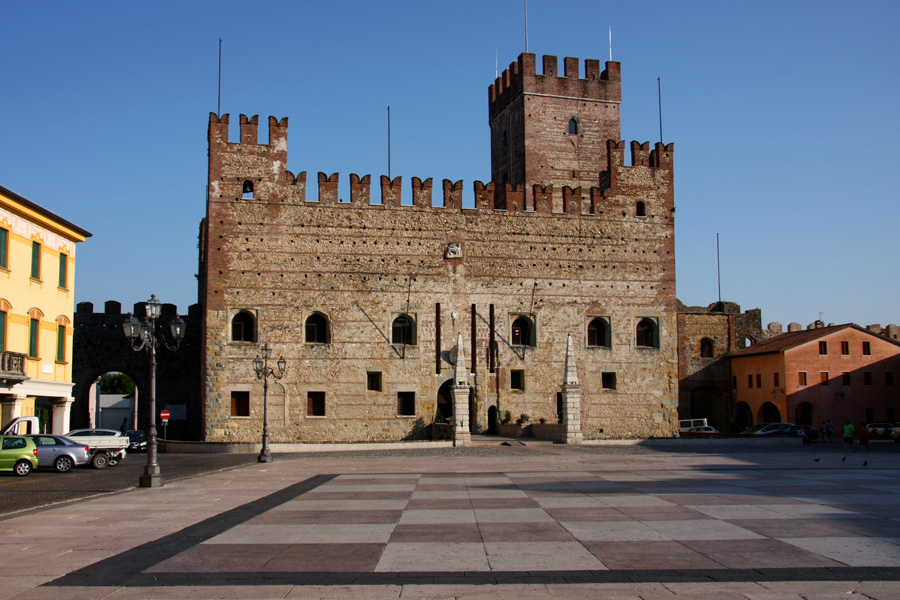
Il castello inferiore di Marostica

- Museo archeologico dell'Altopiano dei Sette Comuni e area archeologica del Bostel - Rotzo
- Museo archeologico dell'Alto vicentino - Santorso
- Villaggio preistorico di monte Corgnon - Lusiana, Lusiana Conco
- Sito archeologico località Campetto e Cima Marana - Recoaro Terme
- Castello inferiore - Marostica
- Museo di archeologia e scienze naturali Giuseppe Zannato - Montecchio Maggiore

#### Arte
- Chiesa di Santa Giustina - Schio
- Chiesa di San Francesco - Schio
- Museo Casabianca - Malo

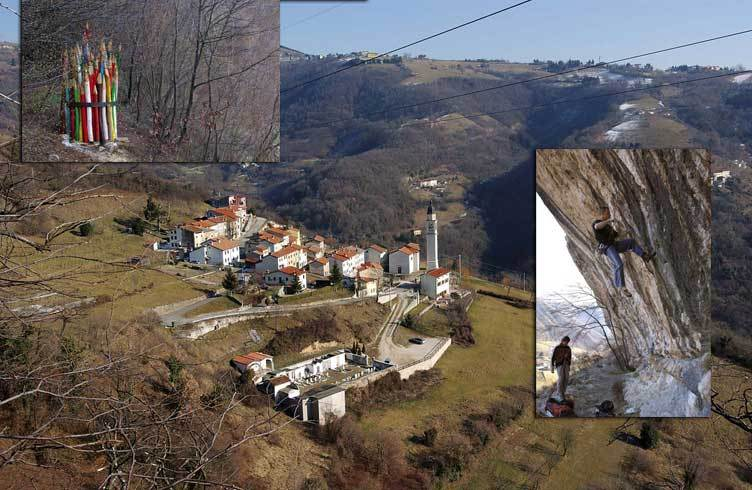
Il parco del Sojo di Lusiana

- Museo della ceramica Giuseppe De Fabris - Nove
- Museo civico Palazzo Fogazzaro - Schio
- Parco del Sojo - Arte e natura - Lusiana, Lusiana Conco

#### Etnografia

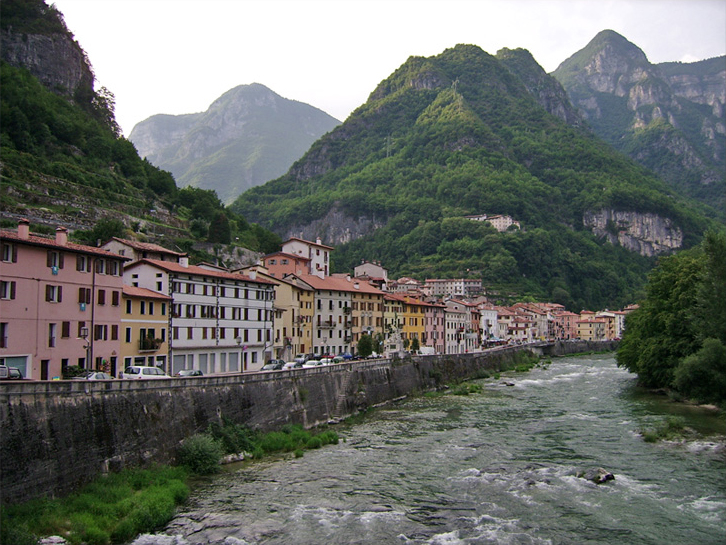
Il Brenta presso Valstagna

- Museo Palazzon - Lusiana, Lusiana Conco
- Ecomuseo della paglia nella tradizione contadina - Crosara, Marostica
- Museo etnografico sulla lavorazione del legno - San Vito di Leguzzano
- Museo etnografico Canal di Brenta - Valstagna, Valbrenta
- Museo della civiltà rurale della val Leogra - Malo
- Museo Mondonovo Maschere - Malo
- Museo dei cuchi - Roana
- Museo della tradizione cimbra - Roana
- Museo etnografico sulla civiltà rurale di montagna El casèlo dei Grotti - Tonezza del Cimone
- Museo degli antichi mestieri - Valli del Pasubio
- Il bosco del Labiolo - Lusiana, Lusiana Conco

#### Natura e scienza

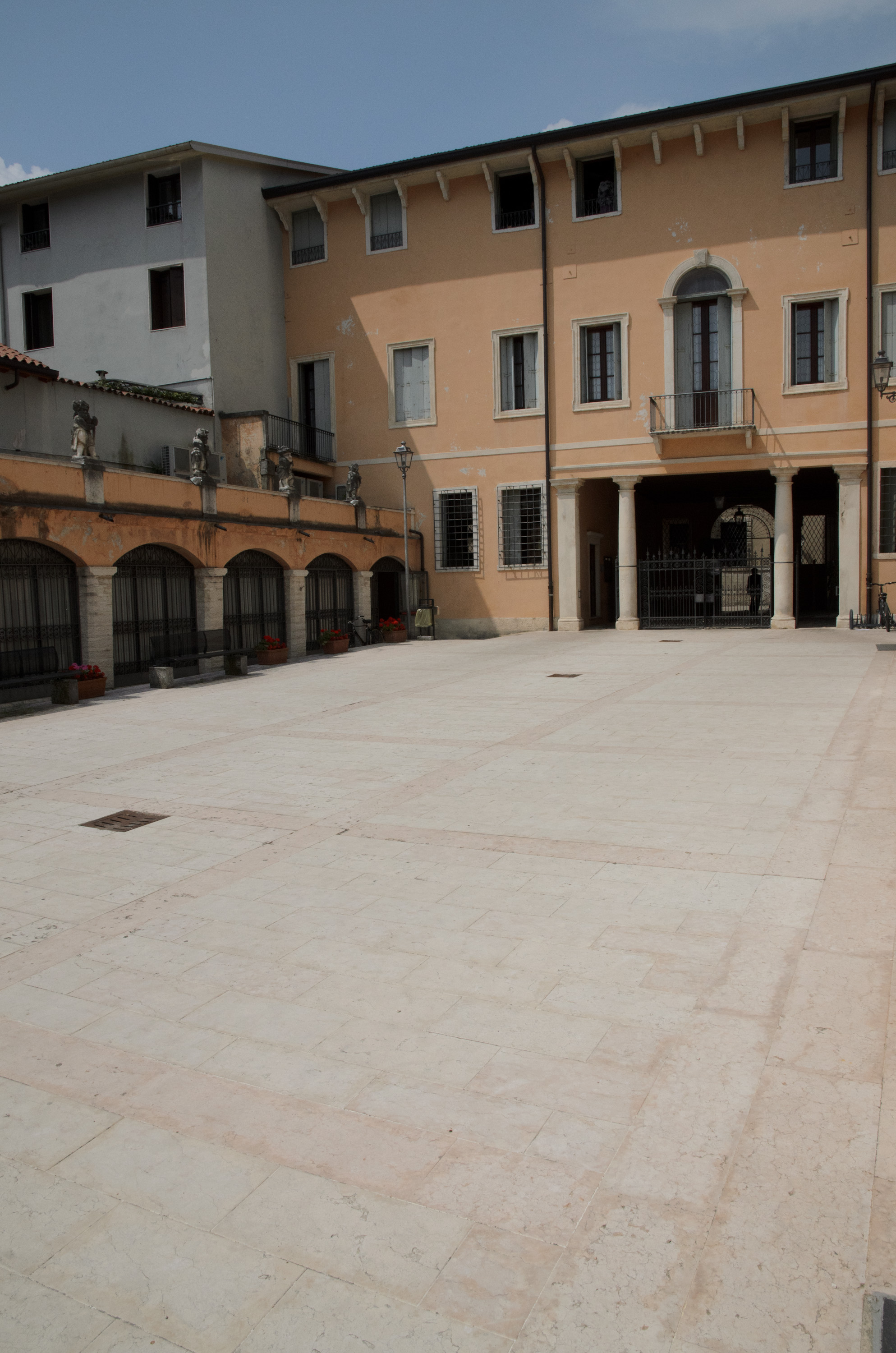
Il cortile di palazzo Festari a Valdagno. Il palazzo ospita il museo civico Dal Lago

- Museo degli strumenti dell'astronomia - Asiago
- Museo naturalistico didattico Patrizio Rigoni - Asiago
- Museo paleontologico del Priaboniano Renato Gasparella - Monte di Malo
- Museo civico Domenico Dal Lago - Valdagno
- Museo speleologia e carsismo Alberto Parolini - Oliero, Valbrenta
- Laboratorio GiocoScienza - Malo
- Giardino alpino del monte Corno Dario Broglio - Lusiana, Lusiana Conco
- Museo geomineralogico e del caolino - Schio
- Buso della Rana - Monte di Malo
- Museo di archeologia e scienze naturali Giuseppe Zannato - Montecchio Maggiore

#### Patrimonio industriale

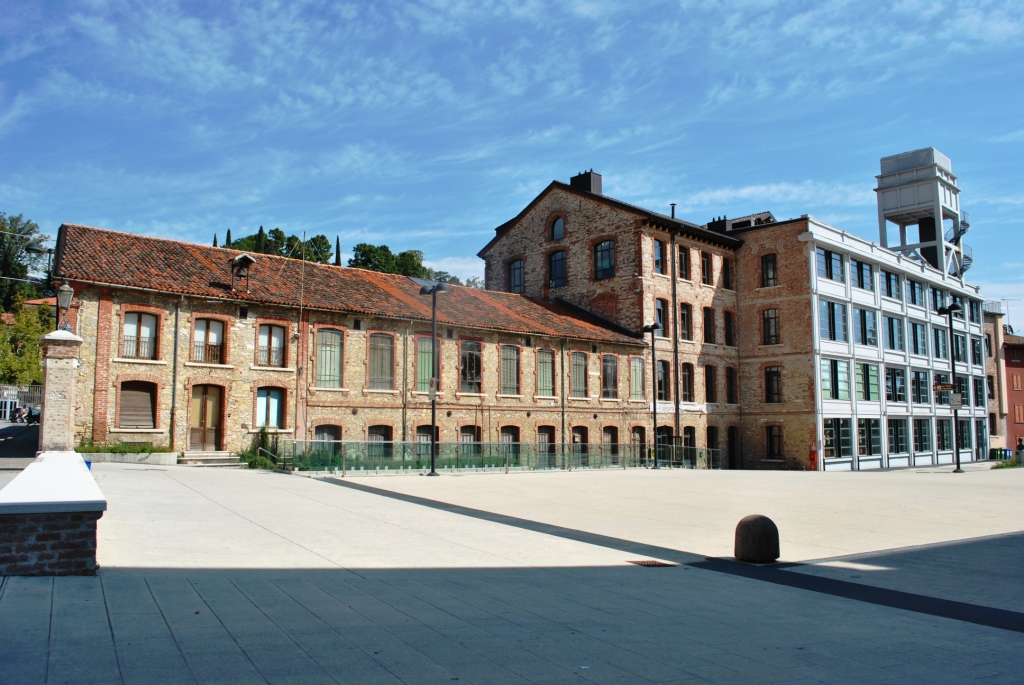
Il lanificio Conte a Schio

- Museo dell'arte serica e laterizia - Malo
- Museo delle macchine tessili - Valdagno
- Spazio espositivo Lanificio Conte - Schio
- Segheria alla veneziana - Valli del Pasubio
- Parco e villa Rossi - Santorso
- Giardino Jacquard - Schio
- Museo delle cartiere di Oliero - Oliero, Valbrenta

#### Prima guerra mondiale
- Museo della vita del soldato nella Grande Guerra - Recoaro Terme
- Collezione Rovini - Roana
- Museo storico della Grande Guerra 1915-1918 - Roana
- Museo storico militare forte di Punta Corbin - Roana
- Centro visite della Grande Guerra - Tonezza del Cimone
- Centro di informazione multimediale sulla Grande Guerra - Asiago
- Museo delle forze armate 1914 - 1945 - Montecchio Maggiore
- Sala espositiva Tito Caporali - Schio
- Museo del Sacrario di Asiago - Asiago
- Monte Zebio - Asiago
- Forte Interrotto - Asiago
- Museo della grande guerra 1915-18 Battaglia Tre Monti - Asiago
- Museo della I Armata - Valli del Pasubio